# Arnoul de Metz
Pour les articles homonymes, voir Saint Arnoul et Arnoul.
Arnoul de Metz, Arnould, Arnoulf, Arnulf, Arnulfus, Arnulphe, dit saint Arnoul (né vers 582 à Lay-Saint-Christophe et mort le 18 juillet entre 640 et 646 au Saint-Mont de Saint-Amé) est le 29e évêque de Metz (613 à 628). Il gouverne dans les faits avec Pépin de Landen le royaume d’Austrasie, puis devient ermite à proximité du monastère du mont Habend (Saint-Mont), fondé par son ami Romaric.
Il est le fondateur de la dynastie des Arnulfiens, alliée des Pippinides. Père d’Ansegisel, le père de Pépin de Herstal et trisaïeul de l’empereur Charlemagne, il est un des ancêtres de la dynastie carolingienne.
L'Église le fête comme saint localement le 18 juillet,.
Les textes hagiographiques font de sa vie une progression vers la perfection, en « trois temps » à peu près d’égale longueur : Arnoul est d'abord un homme politique très influent, puis un religieux important lorsqu'il est nommé évêque de Metz. À l'accession au trône de Dagobert en 629, il choisit de se retirer dans la forêt d'Abend (Remiremont) où il établit son ermitage et vit en ascète qui aspire à la vie angélique. En dépit de la difficulté des sources à produire des récits historiques précis et fiables, sa production hagiographique continue d'être interrogée par la critique moderne qui cherche à établir le degré d’historicité des récits relatifs à ce personnage dont la vie recouvre trois dimensions essentielles de l’époque : la puissance dans la société, dans l’Église et le choix érémitique,.

## Biographie
L’ascendance d’Arnoul est débattue depuis le IXe siècle. Les documents contemporains le disent de la plus haute noblesse franque, tandis que des généalogies ultérieures lui attribuent pour père soit Arnoald évêque de Metz, soit Bodogisel, ambassadeur franc à Constantinople.
Il appartient donc à une grande famille de la noblesse franque située dans la Woëvre et dont les biens s’étendaient entre Metz et Verdun. On possède sur Arnoul deux Vita Arnulfi, la première écrite peu de temps après sa mort par un moine, la seconde par un certain Ummo au Xe siècle. D’après ce second texte, il est né sous Maurice Ier, dans la villa Layum probablement Lay-Saint-Christophe près de Nancy. Sa naissance remonterait donc entre 582 et 590. Il reçut l’enseignement qui était alors en vigueur dans les familles aisées.

### Notable influent, leude à la cour royale
Possédant naturellement les aptitudes à encadrer, commander, diriger, protéger, décider, qualités que l’on reconnaît aux nobles dans le monde franc, Arnoul devient ainsi « le plus illustre représentant de l'autorité royale en Austrasie », au point que le roi lui confie l’administration de six provinces.

### Le résistant et l'intrigant
Tous les historiens anciens et modernes soulignent le rôle important que tint Arnoul (avec Pépin et Romaric) dans le mouvement de résistance et d’opposition à la célèbre reine Brunehaut (parfois dénommée Brunehilde), mêlant le goût de la tactique et de la stratégie souterraine, des intrigues de palais, autant pour se maintenir aux meilleures places que par un fort sentiment identitaire austrasien.
Il travaille ensuite au palais d’Austrasie auprès de Gundulf, son grand-oncle, qui exerçait au poste de chef du palais et de conseiller du roi.
Puis il entre, pendant une douzaine d’années, au service du roi Thibert II dont il est un temps intendant des domaines royaux,,.
Il songe à se retirer pour mener une vie ascétique, mais sa famille parvient à le marier vers 610 à Dode avec qui il aura deux fils Chlodulf († 697) et Ansegisel († av. 679),.
Par sa position de leude à la cour, il entre dans l’opposition contre Brunehilde et, associé à Pépin de Landen, fait appel au roi de Neustrie Clotaire II, qui vainc et fait exécuter la vieille reine. Arnoul et Pépin marient ensemble leurs enfants respectifs Ansegisel et Begga, donnant ainsi naissance à la dynastie carolingienne.

### L'évêque célèbre

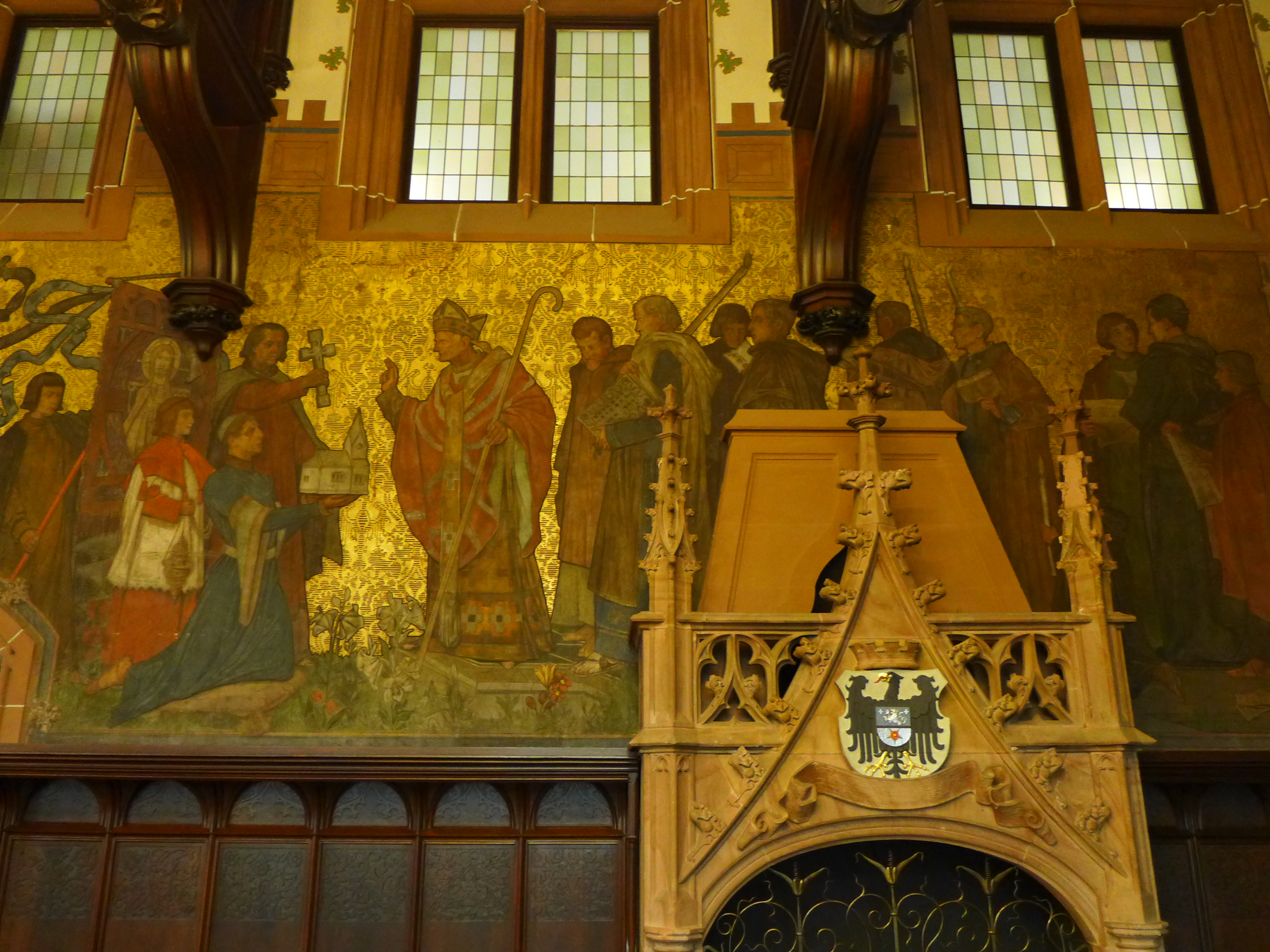
Hôtel de Ville de Sarrebruck (Rathaus St. Johann), Peinture de Wilhelm Wrage dans la salle de banquet (Rathausfestsaal): Saint Arnoul de Metz inaugure la première chapelle de St. Jean.

Dans une recherche d'unité et de restructuration, le roi Clotaire II voulut contrôler la structure hiérarchique du clergé, et dans ce mouvement, Arnoul fut élu puisqu'il appartenait à l'élite austrasienne. Sa nomination pouvait aussi être considérée comme une récompense à la fidélité au roi dans le renversement de la reine Brunehaut. Arnoul cumula ainsi les fonctions administratives et religieuses, l'évêque étant à cette époque un personnage très important pour l'Église et la cité, prestigieux et influent. Jean Heuclin précise dans son ouvrage Aux origines monastiques de la Gaule du Nord, à la page 18, qu'« il était normal de se disputer le poste d'évêque, car une fois parvenu, on jouissait d'une fortune assurée ».
Toute la tradition hagiographique a insisté sur la sainteté et la conduite irréprochable de cet homme de pouvoir et de gloire, équilibrant la vie mondaine superficielle de la Cour de Metz par des séjours en ermitage, empli de nostalgie de solitude et de méditations. Elle nous montre la vocation d'Arnoul à la vie érémitique dès sa jeunesse, démontrant une grande charité et une attention aux plus pauvres, et les « miracles » du saint évêque tendent à protéger et édifier la Cité dont il a la lourde responsabilité.
En 613, Clotaire II devient roi de tout le royaume mérovingien et récompense ses fidèles. Le roi Clotaire II invite expressément Arnoul à accepter le siège épiscopal de l’évêché de Metz qui est la capitale du royaume d’Austrasie. Il est ainsi le 29e évêque de Metz de 613 à 628, et fait preuve d’un dévouement dans l’accomplissement de ses attributions. Il est pour cela très apprécié et Clotaire II continue à l’associer au gouvernement de l’Austrasie. Il a donc tenu un rôle très important, tant dans la vie de l’église que dans la gestion du royaume d’Austrasie.
Clotaire II le nomme précepteur de son fils Dagobert Ier, dernier grand roi mérovingien. Il est domesticus, c’est-à-dire conseiller de celui-ci. Lorsque Clotaire II nomma Arnoul évêque de Metz, son épouse Dode entra au couvent puisqu’un évêque ne peut être marié.
Selon l’historiographie en 629, lorsque meurt Clotaire II, il se retire et entre dans les ordres, malgré la détermination de Dagobert Ier qui menaçait de faire tuer ses fils pour le forcer à rester à son poste. Quand on sait que Dagobert écarte Pépin de Landen de la mairie du palais, les menaces de Dagobert avaient plus probablement pour objet de faire partir Arnulf de ses charges, afin d’éloigner des deux principaux chefs de l’aristocratie austrasienne.

### Le saint ermite

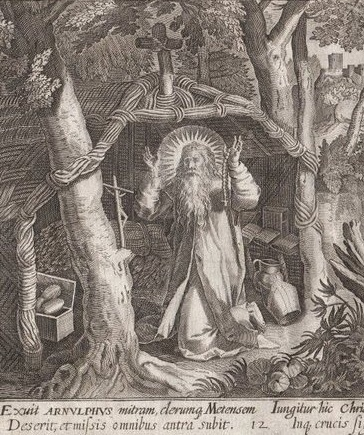
Le Saint Arnoul après la renonciation de ses bureaux, vers 1680.

Arnoul put répondre à l'appel puissant de la solitude en se retirant sur le versant d'une montagne boisée, le Morthomme, à proximité du mont Habend, lieu de la fondation d'un monastère de femmes par Romaric son ami de toujours, et dont le premier abbé fut saint Amé après un passage à Luxeuil, monastère fondé par saint Colomban. Arnoul bâtit alors son propre ermitage, accompagné de quelques moines-serviteurs, à l'écart cependant de la vie monastique communautaire traditionnelle, œuvrant dans un saint dévouement pour soigner les lépreux de cette époque qui cherchaient un refuge. Cette vie de prière et de méditation, de charité et d'abnégation, dura une dizaine d'années environ. Il eut sans doute de forts échanges avec son ami Romaric, qui entre-temps était devenu l'abbé du monastère du mont Habend (et son arrivée dans la montagne voisine coïncide avec la date de la mort de saint Amé : ainsi Romaric a-t-il été toujours assisté spirituellement dans sa tâche par deux personnalités attirées par la solitude absolue). Cette vie d'ermite effacé et discret, à l'opposé de sa vie antérieure, se termina vers l'an 640. Son corps fut transporté et déposé au monastère du mont Habend.
C'est au bout d'une année environ que son corps fut ramené à Metz, et cette translation fut entourée et accompagnée de signes et de prodiges que la tradition hagiographique aime à détailler pour démontrer la sainteté éclatante de l'ancien évêque de Metz,.
Ses restes sont transférés à Metz dans l’église des Saints-Apôtres, qui prit le nom de Saint-Arnoul en 717. Celui-ci fut largement célébré au cours des siècles suivants dans la ville qu'il avait servie avec tant de dévouement, et qui conserva ses reliques et entretint sa légende.
On peut ici citer le mot de l'historien Pierre Riché dans son ouvrage Les Carolingiens, une famille qui fit l'Europe : « à sa mort, déjà considéré comme un saint, ce qui n'est pas sans importance pour le prestige futur de sa famille […] ». Ainsi, par sa vie, Arnoul put-il donner des lettres de noblesse à toute la dynastie mérovingienne et carolingienne, davantage qu'en s'accrochant à une plus haute distinction humaine et une place riche et éphémère… En effet, par la référence à sa sainteté et à la vénération de ses reliques, il demeura en pleine gloire dans sa ville, bien plus que s'il était resté un seigneur actif dans le politique et le gouvernement éphémère du royaume d'Austrasie.
Les chanoinesses de Remiremont ont eu quelques dévotions en célébrant la date de sa mort et de la translation de ses reliques. Charlemagne lui-même serait venu à Remiremont en sa mémoire, et il subsista quelque temps un pèlerinage et une chapelle au massif du Morthomme. L'ermitage de Saint-Arnoul au XVIIe siècle était encore malgré tout honoré et perpétuait son souvenir, entretenu par les chanoines de Remiremont.
Si on conserve encore sa mémoire vive à Metz, sur la montagne qui l'accueillit pour la dernière période de sa vie, il ne reste plus rien de l'ermitage. Seules subsistent une croix de fer et une pancarte de métal qui indique avec éloquence aux passants et randonneurs : « Cette croix rappelle la chapelle dédiée à saint Arnould, ancêtre de Charlemagne, précepteur du roi Dagobert Ier, maire du palais d'Austrasie, évêque de Metz. Après avoir abandonné sa charge, est venu rejoindre saint Romaric au Saint-Mont, puis s'est retiré ici soigner les lépreux jusqu'à sa mort le 16 août 640. ».

## Légende et culte

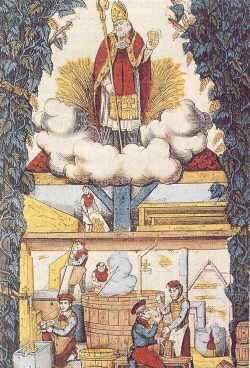
Patron des brasseurs.

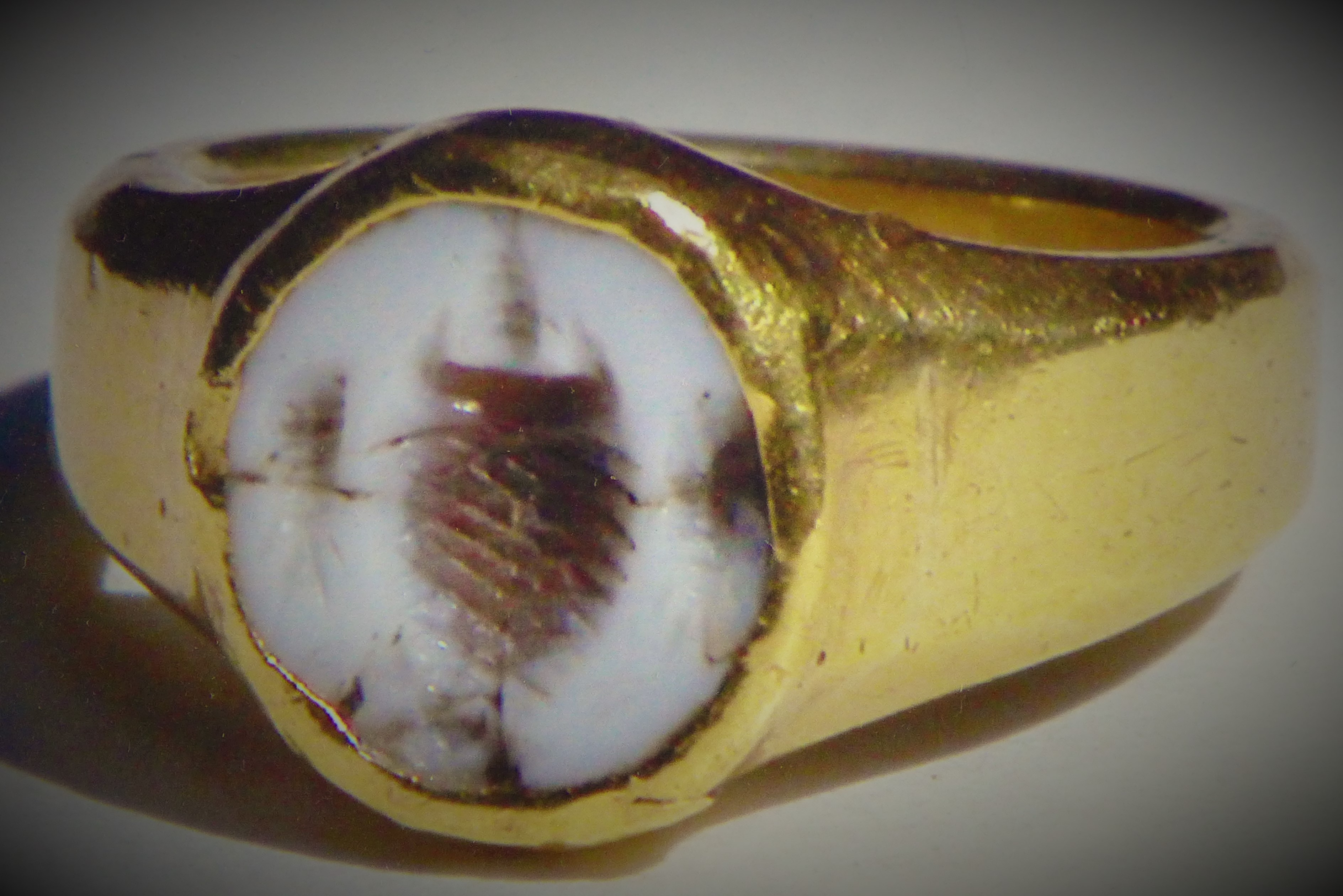
L'anneau d'or de saint Arnoul dans le trésor de la cathédrale de Metz.

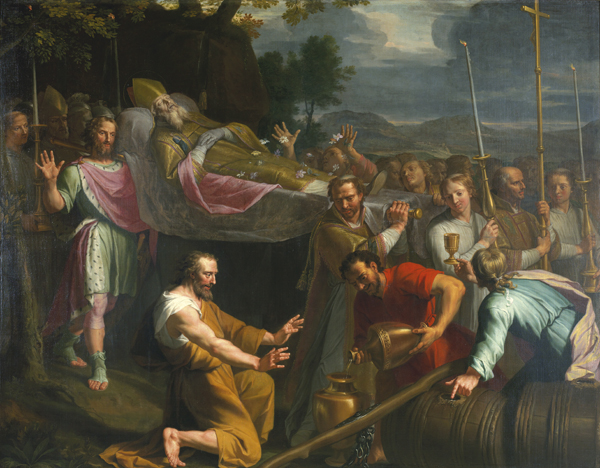
La Translation des reliques de saint Arnould, rare sujet iconographique exploité par Jean-Baptiste de Champaigne (sans doute vers 1670-1675).

Son nom reste associé à un trésor de la cathédrale de Metz qui a miraculeusement échappé à la Révolution française : un anneau, en or fin massif, d'un travail assez grossier, comportant une agate onyx sur laquelle est gravée un poisson engagé dans une nasse autour de laquelle se noient deux autres poissons.
Cette scène n'est pas sans rappeler le fait historique ou anecdotique lié à cet anneau et rapporté par l'écrivain Paul Diacre, qui le tenait de la bouche même de Charlemagne. Selon cet auteur, saint Arnoul passant sur un pont de la Moselle jeta dans le fleuve ledit anneau en priant Dieu de le lui rendre en témoignage du pardon de ses fautes. Quelque temps après, on retrouva dans les entrailles d'un poisson l'anneau épiscopal.
L'histoire est très similaire à la légende qui entoure la fondation de l'abbaye d'Orval. C'est en souvenir de ce fait que depuis on le portait en procession à l'église de Saint-Arnoul le jour de la fête du saint évêque. Enlevé en 1793 avec les vases sacrés de la cathédrale, il fut racheté par un des officiers de la monnaie. Il fut rendu au trésor en 1846.
Peu de temps après sa mort, ses reliques furent rapportées de Remiremont à Metz. Arrivées près de Champigneulles (ou de Nossoncourt selon d'autres versions de la légende), les personnes qui les rapportaient étaient assoiffées et prièrent saint Arnoul afin d’avoir de quoi étancher leur soif. Leurs prières furent exaucées lorsqu’ils retrouvèrent miraculeusement de la bière dans leurs tonneaux vides. Si cet épisode hagiographique relève de la légende, il traduit l'ancienneté de la tradition brassicole dans la région et explique qu'Arnoul soit progressivement devenu le saint patron des brasseurs lorrains.
Sa vie, où il a laissé le souvenir d'un grand d'Austrasie, malgré son opposition à Brunehaut, mais aussi surtout sa légende, dite Légende de saint Arnoul a marqué profondément la mémoire des régions de l'est de la France.

## Célébrations
Le festival messin de bière intitulé « Metz Beer Fest » célébrant la bière artisanale internationale depuis 2019 a rendu hommage à St Arnoul dans sa 2e édition, en 2020. Durant cette année marquée par la pandémie de Covid-19, l'association Brassage de Culture(s) a mis en place 4 animations adaptées sur 3 mois, dont un jeu de piste créé par les Francs Limiers Escape Game « À la santé de Saint Arnoul ». Ce jeu de piste a permis de mettre en lumière l'histoire méconnue de cette figure messine, les sites historiques de Metz, et le patrimoine brassicole de la ville.

## Généalogie
|                    |                    | Bodogisel ambassadeur à Byzance († 589) | Bodogisel ambassadeur à Byzance († 589) | Bodogisel ambassadeur à Byzance († 589) | Bodogisel ambassadeur à Byzance († 589) | Bodogisel ambassadeur à Byzance († 589) | Bodogisel ambassadeur à Byzance († 589) |                                |                                | Chrodoara abbesse d’Amay († 611 ?) | Chrodoara abbesse d’Amay († 611 ?) | Chrodoara abbesse d’Amay († 611 ?) | Chrodoara abbesse d’Amay († 611 ?) | Chrodoara abbesse d’Amay († 611 ?) | Chrodoara abbesse d’Amay († 611 ?) |                                            |                                            | Arnoald évêque de Metz († 601)             | Arnoald évêque de Metz († 601)             | Arnoald évêque de Metz († 601)             | Arnoald évêque de Metz († 601)             | Arnoald évêque de Metz († 601)      | Arnoald évêque de Metz († 601)      |  |  |                                          |                                          |                                          |                                          |                                          |                                          |  |  |
|                    |                    | Bodogisel ambassadeur à Byzance († 589) | Bodogisel ambassadeur à Byzance († 589) | Bodogisel ambassadeur à Byzance († 589) | Bodogisel ambassadeur à Byzance († 589) | Bodogisel ambassadeur à Byzance († 589) | Bodogisel ambassadeur à Byzance († 589) |                                |                                | Chrodoara abbesse d’Amay († 611 ?) | Chrodoara abbesse d’Amay († 611 ?) | Chrodoara abbesse d’Amay († 611 ?) | Chrodoara abbesse d’Amay († 611 ?) | Chrodoara abbesse d’Amay († 611 ?) | Chrodoara abbesse d’Amay († 611 ?) |                                            |                                            | Arnoald évêque de Metz († 601)             | Arnoald évêque de Metz († 601)             | Arnoald évêque de Metz († 601)             | Arnoald évêque de Metz († 601)             | Arnoald évêque de Metz († 601)      | Arnoald évêque de Metz († 601)      |  |  |                                          |                                          |                                          |                                          |                                          |                                          |  |  |
|                    |                    |                                         |                                         |                                         |                                         |                                         |                                         |                                |                                |                                    |                                    |                                    |                                    |                                    |                                    |                                            |                                            |                                            |                                            |                                            |                                            |                                     |                                     |  |  |                                          |                                          |                                          |                                          |                                          |                                          |  |  |
|                    |                    |                                         |                                         |                                         |                                         | Arnoul évêque de Metz († 641)           | Arnoul évêque de Metz († 641)           | Arnoul évêque de Metz († 641)  | Arnoul évêque de Metz († 641)  | Arnoul évêque de Metz († 641)      | Arnoul évêque de Metz († 641)      |                                    |                                    |                                    |                                    |                                            |                                            | Dode                                       | Dode                                       | Dode                                       | Dode                                       | Dode                                | Dode                                |  |  | Pépin l'Ancien maire du palais († 640)   | Pépin l'Ancien maire du palais († 640)   | Pépin l'Ancien maire du palais († 640)   | Pépin l'Ancien maire du palais († 640)   | Pépin l'Ancien maire du palais († 640)   | Pépin l'Ancien maire du palais († 640)   |  |  |
|                    |                    |                                         |                                         |                                         |                                         | Arnoul évêque de Metz († 641)           | Arnoul évêque de Metz († 641)           | Arnoul évêque de Metz († 641)  | Arnoul évêque de Metz († 641)  | Arnoul évêque de Metz († 641)      | Arnoul évêque de Metz († 641)      |                                    |                                    |                                    |                                    |                                            |                                            | Dode                                       | Dode                                       | Dode                                       | Dode                                       | Dode                                | Dode                                |  |  | Pépin l'Ancien maire du palais († 640)   | Pépin l'Ancien maire du palais († 640)   | Pépin l'Ancien maire du palais († 640)   | Pépin l'Ancien maire du palais († 640)   | Pépin l'Ancien maire du palais († 640)   | Pépin l'Ancien maire du palais († 640)   |  |  |
|                    |                    |                                         |                                         |                                         |                                         |                                         |                                         |                                |                                |                                    |                                    |                                    |                                    |                                    |                                    |                                            |                                            |                                            |                                            |                                            |                                            |                                     |                                     |  |  |                                          |                                          |                                          |                                          |                                          |                                          |  |  |
|                    |                    |                                         |                                         |                                         |                                         |                                         |                                         |                                |                                |                                    |                                    |                                    |                                    |                                    |                                    |                                            |                                            |                                            |                                            |                                            |                                            |                                     |                                     |  |  |                                          |                                          |                                          |                                          |                                          |                                          |  |  |
|                    |                    |                                         |                                         | Clodulf évêque de Metz († 697)          | Clodulf évêque de Metz († 697)          | Clodulf évêque de Metz († 697)          | Clodulf évêque de Metz († 697)          | Clodulf évêque de Metz († 697) | Clodulf évêque de Metz († 697) |                                    |                                    |                                    |                                    |                                    |                                    |                                            |                                            | Ansegisel dux et domesticus († 662)        | Ansegisel dux et domesticus († 662)        | Ansegisel dux et domesticus († 662)        | Ansegisel dux et domesticus († 662)        | Ansegisel dux et domesticus († 662) | Ansegisel dux et domesticus († 662) |  |  | Begga († 693)                            | Begga († 693)                            | Begga († 693)                            | Begga († 693)                            | Begga († 693)                            | Begga († 693)                            |  |  |
|                    |                    |                                         |                                         | Clodulf évêque de Metz († 697)          | Clodulf évêque de Metz († 697)          | Clodulf évêque de Metz († 697)          | Clodulf évêque de Metz († 697)          | Clodulf évêque de Metz († 697) | Clodulf évêque de Metz († 697) |                                    |                                    |                                    |                                    |                                    |                                    |                                            |                                            | Ansegisel dux et domesticus († 662)        | Ansegisel dux et domesticus († 662)        | Ansegisel dux et domesticus († 662)        | Ansegisel dux et domesticus († 662)        | Ansegisel dux et domesticus († 662) | Ansegisel dux et domesticus († 662) |  |  | Begga († 693)                            | Begga († 693)                            | Begga († 693)                            | Begga († 693)                            | Begga († 693)                            | Begga († 693)                            |  |  |
|                    |                    |                                         |                                         |                                         |                                         |                                         |                                         |                                |                                |                                    |                                    |                                    |                                    |                                    |                                    |                                            |                                            |                                            |                                            |                                            |                                            |                                     |                                     |  |  |                                          |                                          |                                          |                                          |                                          |                                          |  |  |
|                    |                    |                                         |                                         |                                         |                                         |                                         |                                         |                                |                                |                                    |                                    |                                    |                                    |                                    |                                    |                                            |                                            |                                            |                                            |                                            |                                            |                                     |                                     |  |  |                                          |                                          |                                          |                                          |                                          |                                          |  |  |
| Aunulf († 697/714) | Aunulf († 697/714) | Aunulf († 697/714)                      | Aunulf († 697/714)                      | Aunulf († 697/714)                      | Aunulf († 697/714)                      |                                         |                                         | Martin comte († 680)           | Martin comte († 680)           | Martin comte († 680)               | Martin comte († 680)               | Martin comte († 680)               | Martin comte († 680)               |                                    |                                    | Clotilde Dode x Thierry III roi des Francs | Clotilde Dode x Thierry III roi des Francs | Clotilde Dode x Thierry III roi des Francs | Clotilde Dode x Thierry III roi des Francs | Clotilde Dode x Thierry III roi des Francs | Clotilde Dode x Thierry III roi des Francs |                                     |                                     |  |  | Pépin de Herstal maire du palais († 714) | Pépin de Herstal maire du palais († 714) | Pépin de Herstal maire du palais († 714) | Pépin de Herstal maire du palais († 714) | Pépin de Herstal maire du palais († 714) | Pépin de Herstal maire du palais († 714) |  |  |

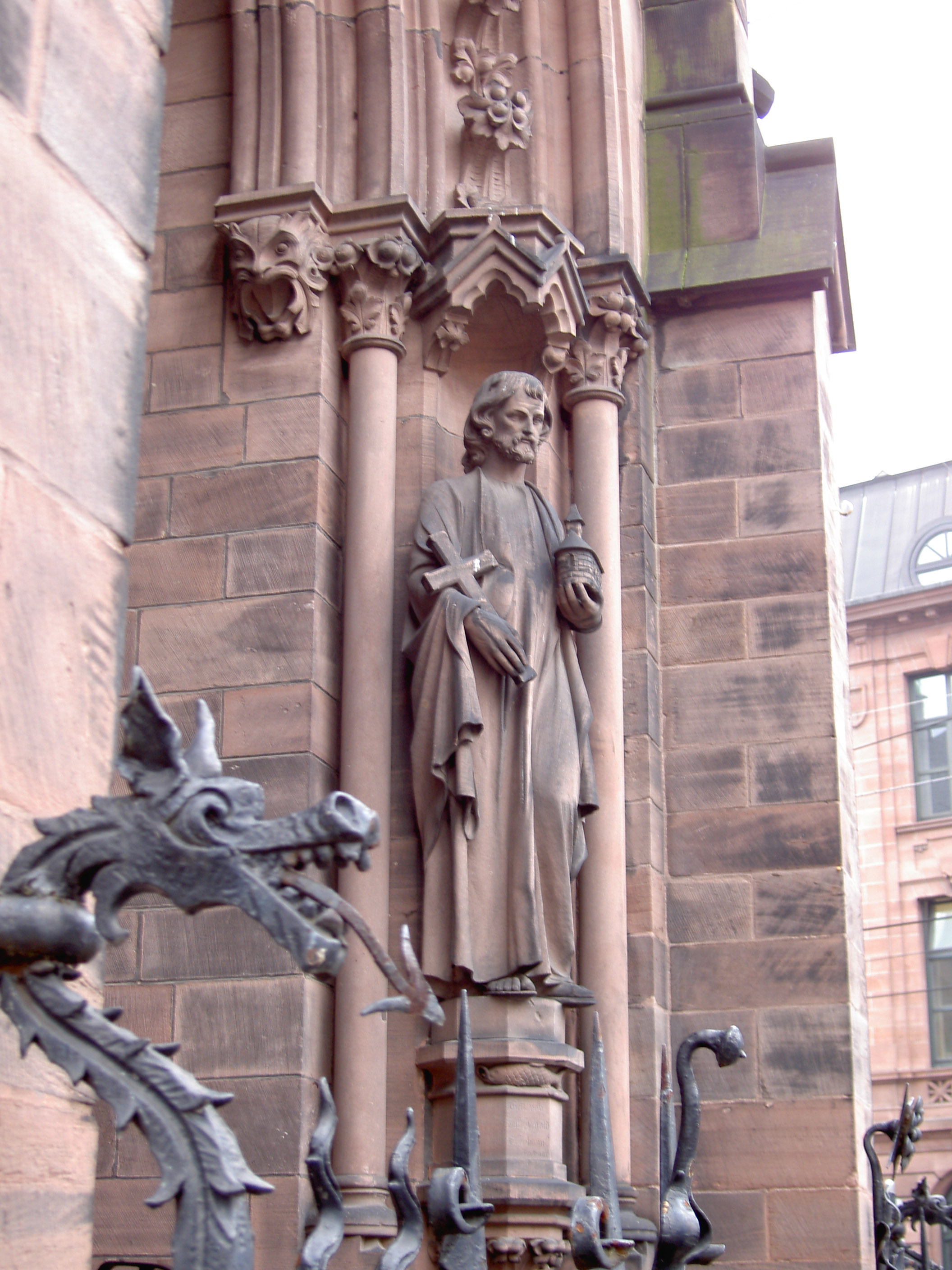
Statue de Saint Arnoul de Metz sur le portail de l´Église Saint-Jean de Sarrebruck à Sarrebruck-St. Jean.

Le nom de Doda n'apparaît qu'au Xe siècle, mentionné par Ummo dans la seconde Vita Arnulfi.
Des généalogies présentent parfois un troisième fils Walchisus qui est le père de Wandregisil, connu par la postérité sous le nom de Saint Wandrille. C’est en contradiction avec plusieurs autres textes, la première Vita Arnulfi, Paul Diacre, qui précise que saint Arnoul ne laisse que deux fils. En fait, cet ajout généalogique est le résultat d’une mauvaise interprétation de la Vita Ansberti qui nomme « princeps Pipinus Ansegisili filius » comme « consobrinus…beati patris Wandragisili » (« le prince Pépin fils d'Ansegisel est le cousin du saint père Wandrille »). consobrinus a été pris au sens de « cousin germain » et les historiens ont déduit une fraternité entre Ansegisel et Waldegisel, le père de saint Wandrille. En fait, le cousinage, un peu plus éloigné, s'explique autrement : saint Wandrille est petit-fils de Waldrade, sœur de Pépin l'ancien.